# Pentatlo moderno nos Jogos Olímpicos de Verão de 2020 - Qualificação
Este artigo detalha a fase de qualificação do pentatlo moderno nos Jogos Olímpicos de Verão de 2020. (As Olimpíadas foram adiadas para 2021 devido à pandemia de COVID-19). Trinta e seis atletas por gênero conseguiram qualificação para os Jogos, com o máximo de dois por CON. os métodos de qualificação são aplicados de maneira similar nos eventos masculinos e femininos.
O país-sede, Japão, recebeu uma vaga automática, enquanto duas vagas para convites serão distribuídas pela UIPM uma vez que todos os qualificados estejam anunciados e decididos. 
A distribuição inicial de vagas aos atletas baseada em resultado de competições ocorreu entre fevereiro e setembro de 2019. Uma vaga foi entregue ao vencedor da final da Copa do Mundo de Pentatlo moderno de 2019. Vinte vagas foram determinadas através de campeonatos continentais: uma para a África, uma para a Oceania, cinco para a Ásia, oito para a Europa e cinco para as Américas com o máximo de uma vaga por CON(dois melhores da NORCECA e dois melhores da América do Sul, além do melhor classificado independente de subcontinente nos Jogos Pan-Americanos de 2019 em Lima, Peru).
Três vagas foram reservadas aos atletas de melhor classificação em cada um dos Campeonatos Mundiais de Pentatlo Moderno de 2019 e 2020. As seis vagas restantes serão concedidas com base no ranking mundial da UIPM, a não ser que uma realocação de vagas não utilizadas seja solicitada antes da data limite.

## Sumário de qualificação
| CON                 | Masculino | Feminino | Total |
| ------------------- | --------- | -------- | ----- |
| GER Alemanha        | 2         | 2        | 4     |
| ARG Argentina       | 1         |          | 1     |
| AUS Austrália       | 1         | 1        | 2     |
| AUT Áustria         | 1         |          | 1     |
| BLR Bielorrússia    | 1         | 2        | 3     |
| BRA Brasil          |           | 1        | 1     |
| KAZ Cazaquistão     | 1         | 1        | 2     |
| CHI Chile           | 1         |          | 1     |
| CHN China           | 2         | 2        | 4     |
| KOR Coreia do Sul   | 2         | 2        | 4     |
| CUB Cuba            | 1         | 1        | 2     |
| EGY Egito           | 2         | 2        | 4     |
| ECU Equador         |           | 1        | 1     |
| ESP Espanha         | 1         |          | 1     |
| USA Estados Unidos  | 1         | 1        | 2     |
| FRA França          | 2         | 2        | 4     |
| GBR Grã-Bretanha    | 2         | 2        | 4     |
| GUA Guatemala       | 1         |          | 1     |
| HUN Hungria         | 2         | 2        | 4     |
| IRL Irlanda         |           | 1        | 1     |
| ITA Itália          |           | 2        | 2     |
| JPN Japão           | 1         | 2        | 3     |
| LAT Letônia         | 1         |          | 1     |
| LTU Lituânia        | 1         | 2        | 3     |
| MEX México          | 2         | 2        | 4     |
| POL Polônia         | 2         | 1        | 3     |
| CZE República Checa | 2         |          | 2     |
| RUS Rússia          | 1         | 2        | 3     |
| TUR Turquia         |           | 1        | 1     |
| UKR Ucrânia         | 1         |          | 1     |
| UZB Uzbequistão     | 1         | 1        | 2     |
| Total: 31 CONs      | 36        | 36       | 72    |

## Masculino
Atletas individuais podem qualificar por qualquer uma das maneiras abaixo, com o limite máximo de dois atletas por CON por evento. Se mais de dois atletas forem elegíveis para competir, a vaga não selecionada será distribuída. 
| Evento                                         | Data                        | Local     | Vagas | Atletas qualificados |
| ---------------------------------------------- | --------------------------- | --------- | ----- | --- |
| Final da Copa do Mundo da UIPM de 2019         | 27 a 30 de junho de 2019    | Tokyo     | 1     | GBR Joe Choong |
| Campeonato Africano                            | 23 de fevereiro de 2019     | Cairo     | 0     | EGY Sherif Nazeir |
| Jogos Pan-Americanos de 2019                   | 27 a 30 de julho de 2019    | Lima      | 2     | GUA Charles Fernández CUB Lester Ders |
| Jogos Pan-Americanos de 2019                   | 27 a 30 de julho de 2019    | Lima      | 2     | CHI Esteban Bustos ARG Sergio Villamayor |
| Jogos Pan-Americanos de 2019                   | 27 a 30 de julho de 2019    | Lima      | 1     | USA Amro El-Geziry |
| Campeonato Europeu                             | 6 a 11 de agosto de 2019    | Bath      | 7     | GBR Jamie Cooke FRA Valentin Prades CZE Martin Vlach POL Łukasz Gutkowski HUN Bence Demeter LTU Justinas Kinderis RUS Alexander Lifanov GER Patrick Dogue                                               |
| Campeonato Mundial de Pentatlo Moderno de 2019 | 3 a 9 de setembro de 2019   | Budapeste | 2     | FRA Valentin Belaud KOR Jun Woong-tae |
| Campeonato Asiático e da Oceania               | 11 a 21 de novembro de 2019 | Kunming   | 4     | KOR Lee Ji-hun CHN Luo Shuai KAZ Pavel Ilyashenko JPN Shohei Iwamoto UZB Alexander Savkin |
| Campeonato Asiático e da Oceania               | 11 a 21 de novembro de 2019 | Kunming   | 1     | AUS Edward Fernon |
| Campeonato Mundial de Pentatlo Moderno de 2021 | 7 a 13 de junho de 2021     | Cairo     | 2     | HUN Ádám Marosi EGY Ahmed Elgendy |
| Ranking Mundial da UIPM                        | 14 de junho de 2021         | —         | 9     | GER Fabian Liebig BLR Ilya Palazkov UKR Pavlo Tymoshchenko CZE Jan Kuf POL Sebastian Stasiak ESP Aleix Heredia Vives CHN Zhang Linbin LAT Pavel Svecovs IRL Arthur Lanigan-O'Keeffe MEX Alvaro Sandoval |
| Realocação (Ranking Mundial)                   | —                           | —         | 6     | EGY Ahmed Hamed KOR Jung Jin-hwa HUN Róbert Kasza CHN Li Shuhan AUT Gustav Gustenau MEX Duilio Carrillo                                                                                                 |
| Total                                          |                             |           | 36    | |

## Feminino
Atletas individuais podem qualificar por qualquer uma das maneiras abaixo, com o limite máximo de dois atletas por CON por evento. Se mais de dois atletas forem elegíveis para competir, a vaga não selecionada será distribuída. 
| Evento                                         | Data                        | Local     | Vagas | Atletas qualificadas |
| ---------------------------------------------- | --------------------------- | --------- | ----- | --- |
| Final da Copa do Mundo da UIPM de 2019         | 27 a 30 de junho de 2019    | Tokyo     | 1     | LTU Laura Asadauskaitė |
| Campeonato Africano                            | 23 de fevereiro de 2019     | Cairo     | 1     | EGY Haydy Morsy |
| Jogos Pan-Americanos de 2019                   | 27 a 30 de julho de 2019    | Lima      | 2     | MEX Mariana Arceo USA Samantha Achterberg |
| Jogos Pan-Americanos de 2019                   | 27 a 30 de julho de 2019    | Lima      | 2     | BRA Maria Ieda Guimarães ECU Marcela Cuaspud |
| Jogos Pan-Americanos de 2019                   | 27 a 30 de julho de 2019    | Lima      | 1     | CUB Leydi Moya |
| Campeonato Europeu                             | 6 a 11 de agosto de 2019    | Bath      | 6     | GBR Kate French BLR Iryna Prasiantsova GER Annika Schleu IRL Natalya Coyle LTU Gintarė Venčkauskaitė FRA Marie Oteiza RUS Adelina Ibatullina HUN Sarolta Kovács |
| Campeonato Mundial de Pentatlo Moderno de 2019 | 3 a 9 de setembro de 2019   | Budapeste | 2     | BLR Volha Silkina ITA Elena Micheli |
| Campeonato da Ásia e Oceania                   | 11 a 21 de novembro de 2019 | Kunming   | 5     | KOR Kim Se-hee JPN Natsumi Tomonaga UZB Alise Fakhrutdinova CHN Zhang Mingyu KAZ Yelena Potapenko                                                               |
| Campeonato da Ásia e Oceania                   | 11 a 21 de novembro de 2019 | Kunming   | 1     | NZL Rebecca Jamieson AUS Marina Carrier |
| Campeonato Mundial de Pentatlo Moderno de 2021 | 7 a 13 de junho de 2021     | Cairo     | 3     | BLR Anastasiya Prokopenko FRA Élodie Clouvel HUN Michelle Gulyas                                                                                                |
| Ranking mundial da UIPM                        | 14 de junho de 2021         | —         | 7     | GBR Joanna Muir MEX Mayan Oliver RUS Gulnaz Gubaydullina GER Janine Kohlmann POL Anna Maliszewska TUR İlke Özyüksel JPN Rena Shimazu KOR Kim Sun-woo            |
| Realocação (Ranking Mundial)                   | —                           | —         | 5     | CHN Zhang Xiaonan EGY Amira Kandil GER Rebecca Langrehg ITA Alice Sotero RUS Uliana Batashova                                                                   |
| Total                                          |                             |           | 36    | |